# KAO Dramas
Le KAO Dramas (en grec : grec moderne : ΚΑΟ Δράμας) était un club grec de basket-ball, basé dans la ville de Dráma, en Grèce.

## Palmarès
- Champion de Grèce D2 2001, 2011

## Entraîneurs
- 2014-2015 :  Kostas Mexas

## Joueurs célèbres ou marquants
- Kostas Sdrakas
- Giorgos Kouklakis
- Vangelis Vourtzoumis
- Kostas Charalampidis
- Edin Bavčić
- Sakis Karidas
- Kostas Kakaroudis
- Ioannis Athinaiou
- Vladimir Petrović-Stergiou
- Vangelis Margaritis
- Guy-Marc Michel
- Andres Guibert
- Ryan Lorthridge